# Miranda (Zulia)
Pour les articles homonymes, voir Miranda.
Miranda est l'une des 21 municipalités de l'État de Zulia au Venezuela. Son chef-lieu est Los Puertos de Altagracia. En 2011, la population s'élève à 97 463 habitants.

## Géographie

### Subdivisions
La municipalité est constituée de six paroisses civiles avec chacune à sa tête une capitale (entre parenthèses) :
- Altagracia (Los Puertos de Altagracia) ;
- Ana María Campos (El Mecocal) ;
- Faría (Quisiro) ;
- San Antonio (El Consejo de Ciruma) ;
- San José (Sabaneta de Palmas) ;
- José Antonio Chaves (Punta de Piedras).